# OGLE-2008-BLG-092L
OGLE-2008-BLG-092L — двойная звезда в созвездии Стрельца. Находится на расстоянии около 22 800 световых лет от Солнца. Вокруг звезды обращается, как минимум, одна планета.

## Характеристики
Звезда представляет собой тусклый красный карлик спектрального класса M. Масса звезды эквивалентна 0,58 массы Солнца.

## Планетная система
В 2014 году астрономы с помощью метода микролинзирования в рамках проекта OGLE обнаружили планету OGLE-2008-BLG-092L b. Она имеет массу 46 масс Земли и обращается очень далеко от родительской звезды — на расстоянии 13 а.е.
| Планета | Масса (MJ) | Радиус (RJ) | Период обращения (дней) | Большая полуось орбиты (а. е.) | Эксцентриситет орбиты |
| ------- | ---------- | ----------- | ----------------------- | ------------------------------ | --------------------- |
| b       | 0,145      | ?           | ?                       | 13                             | ?                     |